# إنكة
إنكة أو الإنكا هو مشروب بولندي من الحبوب المحمصة. طُوِّر مشروب الإنكا في أواخر الستينيات ويُنتج في إسكاوينا منذ عام 1971، وهي مركز لإنتاج القهوة منذ أوائل القرن العشرين. تُصنعه حاليًا شركة GRANA Sp. Z OO مع أنها كانت تستخدم جزئيًا بديلًا للقهوة للتخفيف من النقص في القهوة في السبعينيات، إلا أن الإنكة لا تزال تحظى بشعبية كبيرة، ويرجع ذلك جزئيًا إلى أنها خالية من البُنِّين (الكافيين). يُصدّر إلى كندا والولايات المتحدة تحت في عبوات تذكرنا بتلك المستخدمة في بولندا في أوائل التسعينيات.
الإنكة خليط محمص من الشيلم والشعير والهندباء وشمندر السكر. تشكل الحبوب 72% من المحتوى وفي النسخة المعهودة منه لا توجد مكونات مصطنعة أو إضافات أخرى. تشمل الأصناف الإضافية المكملات الغذائية أو المُطعّمات.